# 쿤토르
쿤토르(Kuntaur)는 감비아의 도시이다. 감비아 센트럴리버 구 니아니 군에 위치한 도시이다.